# Altavilla Silentina
Altavilla Silentina är en ort och kommun i provinsen Salerno i regionen Kampanien i Italien. Kommunen hade 7 083 invånare (2017).